# ストラトフォード (ロンドン)
ストラトフォード（英: Stratford）は、ロンドンのニューアム・ロンドン特別区にある地区の一つ。チャリング・クロス地区から東北東に9.7 km (6.0 mi)離れた所に位置する。
地区内にはオリンピック・パークがあり、2012年にロンドンで開催された夏季オリンピックに関連して、街の再開発と拡張が図られた。開発は現在も引き続き行われている。

## 交通

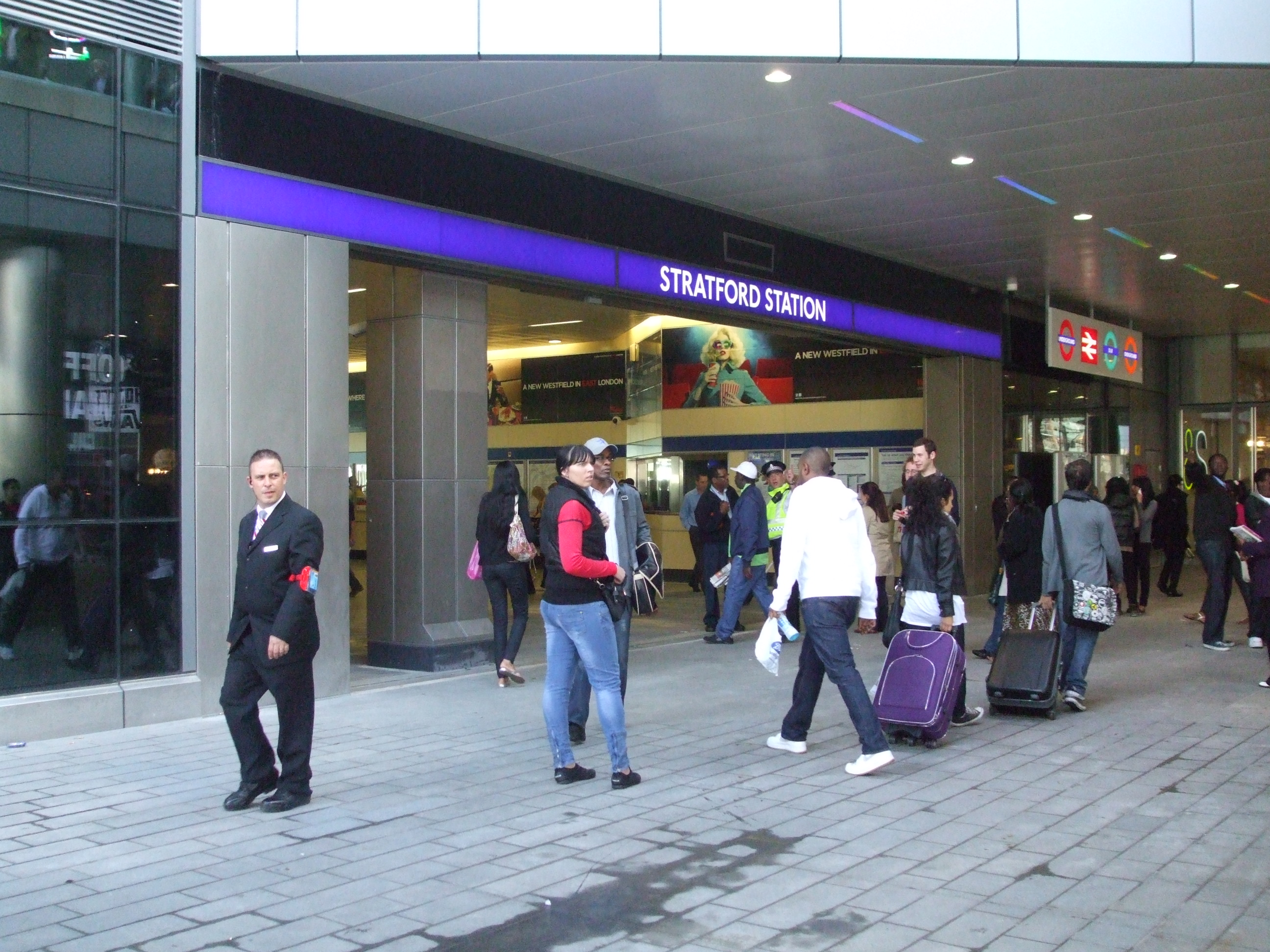
ストラトフォード駅の新北口

ストラトフォードには5つの鉄道駅があり、重要な交通の結節点となっている。
- ストラトフォード駅
- ストラトフォード国際駅
- ストラトフォード・ハイ・ストリート駅
- メリーランド駅
- プディング・ミル・レーン駅